# بیل پوپ
بیل پوپ (انگلیسی: Bill Pope؛ زادهٔ ۱۹ ژوئن ۱۹۵۲) مدیر فیلم‌برداری اهل ایالات متحده آمریکا است.

## فیلم‌شناسی

### سینما
- ۱۹۹۰ - مرد تاریکی
- ۱۹۹۲ - ارتش تاریکی
- ۱۹۹۵ - بی سرنخ
- ۱۹۹۶ - محدودیت
- ۱۹۹۹ - ماتریکس
- ۲۰۰۰ - مسحور
- ۲۰۰۳ - ماتریکس: بارگذاری مجدد
- ۲۰۰۳ - انقلاب‌های ماتریکس
- ۲۰۰۴ - مرد عنکبوتی ۲
- ۲۰۰۶ - خز
- ۲۰۰۷ - مرد عنکبوتی ۳
- ۲۰۰۸ - روح
- ۲۰۱۲ - مردان سیاه‌پوش ۳
- ۲۰۱۳ - ته دنیا
- ۲۰۱۶ - کتاب جنگل

### تلویزیون
- ۲۰۱۴ - کیهان: ادیسه‌ای فضازمانی